# 小行星8810
小行星8810（英語：8810）是一颗围绕太阳公转的小行星。1982年5月15日，埃莉諾·赫琳、尤金·舒梅克在帕洛马山发现了此天体。
这颗小行星的绝对星等为209.6669449266278等。